# Наина Елцина
Наи́на (Анастаси́я) Ио́сифовна Е́лцина, по рождение лично име Анастасия, фамилно име Ги́рина, е вдовицата на първия президент на Русия Борис Елцин.
Завършва Строителния факултет на Уралския политехнически институт „С. М. Киров“ (днес Уралски държавен технически университет) в Свердловск по специалност „Инженер строител“ през 1955 г. Там се и запознава с бъдещия си съпруг Б. Елцин.
Сключват брак след завършването на университета. Тя работи по специалността си до пенсионирането си през 1985 г. Живее в Москва от същата 1985 г. Имат 2 дъщери – Елена и Татяна.
Елцина рядко се появява на обществени места, води живот далече от камерите. Последното ѝ публично появяване е на погребението на съпруга ѝ през април 2007 г.